# Pierre Marin
Pierre Marin, né le 23 août 1927 à Paris et mort à Orsay le 15 avril 2002, est un physicien et universitaire français spécialiste des accélérateurs de particules.

## Biographie
Ancien élève de l'École supérieure d'électricité (promotion 1948), il rejoint ensuite le laboratoire Clarendon à Oxford où il effectue une thèse en physique nucléaire sous la direction du professeur Hans von Halban.

## Travaux
Il est chargé de l'installation de deux accélérateurs de particules au département de physique de l'École Normale Supérieure dirigé par Yves Rocard : un Cockcroft-Walton et un générateur de Van de Graaff. Après un passage d'un an au CERN, il se rend à Frascati avec Georges Charpak où il découvre l'anneau de collision ADA (en) qu'il fait transporter au Laboratoire de l'accélérateur linéaire,,. Une collaboration franco-italienne permet alors d'aboutir aux premières collisions électrons-positrons au monde en 1963 ainsi qu'à la mise en évidence de l'Effet Touschek (en). Il s'engage dans la construction de l'Anneau de collision d'Orsay (ACO) jusqu'à sa mise en service en 1967, permettant de créer et d'étudier des mésons vecteurs (ρ, ω et φ) et de montrer les premiers effets de polarisation du vide par des hadrons. Il supervise à partir de 1971 la construction du collisionneur DCI (Dispositif de Collision dans l'Igloo) qui entre en fonction en 1976 et dont la durée de vie du faisceau, généré par des positrons, est alors inégalée,,,. Dès 1981, il travaille sur le projet Super-ACO conçu spécifiquement pour un rayonnement synchrotron dans le domaine des rayons X mous,,.
Il milita activement pour la création du synchrotron SOLEIL sur le site de l'Orme des Merisiers,. Vers la fin des années 1990 il apporta son expertise  dans le domaine de l'ultravide pour l'interféromètre VIRGO dédié à la détection d'ondes gravitationnelles,.

## Distinctions
- Médaille d'argent du CNRS (1973)[11]
- Prix Félix-Robin (1983)
- Chevalier de l'ordre des Palmes académiques